# 세인트루시아의 국기

세인트루시아의 국기 비율 1:2

세인트루시아의 국기는 1967년 3월 1일에 제정되었으며, 현재의 국기는 2002년에 수정된 것이다. 파란색 바탕 가운데에는 커다란 삼각형이 그려져 있으며, 삼각형 안에는 하얀색 테두리를 두른 검은색 화살촉과 작은 금색 삼각형이 그려져 있다. 
파란색은 바다와 충성을, 금색은 햇빛과 번영을, 하얀색과 검은색은 인종의 화합을 의미하며, 커다란 삼각형은 세인트루시아의 상징인 피톤즈의 두 개의 큰 봉우리를 의미한다.

## 색상
| 색상 | 하늘                 | 하양                  | 검정            | 노랑                |
| ---- | -------------------- | --------------------- | --------------- | ------------------- |
| RGB  | 99–207–254 (#63CFFE) | 255–255–255 (#FFFFFF) | 0–0–0 (#000000) | 255–223–0 (#FFDF00) |

## 이전의 국기

1875년 ~ 1939년
1939년 ~ 1967년
1967년 ~ 1979년
1979년 ~ 2002년